# Андо, Масанобу
Андо Масанобу (яп. 安藤 政信 Ando Masanobu, (род. 19 мая 1975, Кавасаки, Канагава, Япония) — японский актёр кино и телевидения, режиссёр.

## Биография
В 1996 году Такэси Китано пригласил Масанобу Андо на одну из главных ролей в фильме Ребята возвращаются, это второй фильм Андо и его блестящий дебют на экране, за который он был удостоен несколькими наградами как лучшему дебютанту, включая премию Японской киноакадемии. Это сразу же сделало его одним из самых востребованных актеров японского кино.
С тех пор Андо приобрел большой опыт, снимаясь в ТВ-драмах и фильмах. Что позволило ему сыграть абсолютно разные роли: умственно отсталого (Innocent World / Невинный мир, 1998), грабителя банков (Драйв / Вождение, 2002 и Космические путешественники, 2000), ниндзя-самурая (Красная тень, 2001), студента-психопата (Караоке-террор, 2003), старшеклассника («69», 2004, по роману Рю Мураками) и даже труп (Понедельник, 2000).
Российским зрителям Масанобу Андо прежде всего известен ролью Кириямы Кадзуо — бездушного убийцы-психопата в культовом фильме Киндзи Фукасаку Королевская битва.
Помимо кино, Андо активно участвует в рекламных кампаниях знаменитых брендов: Тойота, ДоКоМо, Pocky и др.
Но, кино остается главным содержанием его динамичной актерской карьеры, его появления на экране всегда с нетерпением ждут зрители.
В 2003 году Андо дебютировал в качестве режиссёра короткометражкой «Адажиетто», с актрисой Асо Кумико в главной роли. «Адажиетто» входит в сборник режиссёра Накано Хироюки «Короткометражные фильмы» (Short Fims). В одной из короткометражек сборника, «Prefectural road star», играет и сам Андо.
В число его последних работ входят такие картины как: «4,6 миллиардов лет любви» и «Сукияки — вестерн Джанго» Такаси Миике; «Кошмарный детектив» режиссёра Цукамото Синъя.
В октябре 2011 года вышел новый фильм с Андо Масанобу и Цумабуки Сатоси «Контрабандист» (Smuggler) режиссёра Исии Кацухито по манге Манабэ Сёхэя, в котором Андо играет альбиноса-убийцу.

## Фильмография
| Год  |   | Русское название                                  | Оригинальное название                         | Роль                       |
| ---- | - | ------------------------------------------------- | --------------------------------------------- | -------------------------- |
| 1993 | ф | Рекс: История динозавра                           | Rex: kyoryu monogatari                        |                            |
| 1996 | ф | Ребята возвращаются                               | Kizzu ritân                                   | Shinji                     |
| 1998 | ф | Безвредный мир                                    | Innocento warudo                              |                            |
| 1999 | ф | Выброс адреналина                                 | Adorenarin doraibu                            | Сатору Судзуки             |
| 1999 | ф | Железнодорожник                                   | Poppoya                                       | Toshiyuki Yoshioka         |
| 1999 | ф | Seinen wa kouya wo mezasu (ТВ)                    | Jun                                           |                            |
| 2000 | ф | Понедельник                                       | Monday                                        | Mitsuo Kondo, the dead man |
| 2000 | ф | Космические путешественники                       | Supêsutoraberâzu                              | Makoto Fujimoto            |
| 2000 | ф | Королевская битва                                 | Batoru rowaiaru                               | Kazuo Kiriyama             |
| 2001 | ф | Прозрачный                                        | Satorare                                      | Kenichi Satomi             |
| 2001 | ф | Красная тень                                      | Red Shadow:Akakage                            | Akakage                    |
| 2002 | ф | Драйв                                             | Drive                                         | Kodama Makato              |
| 2003 | ф | Кровавое караоке                                  | Shôwa kayô daizenshû                          | Sugioka                    |
| 2003 | ф | Токио 10+01                                       | Tokyo 10+01                                   | Fake                       |
| 2004 | ф | 69                                                | 69                                            | Tadashi "Adama" Yamada     |
| 2004 | ф | Черный поцелуй                                    | Shinkuronishiti                               | Tatsuo Sorayama            |
| 2005 | ф | Эсминец без цели                                  | Bôkoku no îjisu                               | Don-chol                   |
| 2005 | ф | Синестезия                                        | Gimî hebun                                    | Takashi Nohara             |
| 2006 | ф | Взрывная любовь, юноша А                          | 46-okunen no koi                              | Shiro Kazuki               |
| 2006 | ф | Новичок с битой                                   | Seishun kinzoku batto                         | Ishioka                    |
| 2006 | ф | Сверчки                                           | Kôrogi                                        | Taichi                     |
| 2006 | ф | Клубничные пирожные                               | Strawberry Shortcakes                         | Kikuchi                    |
| 2006 | ф | Кошмарный детектив                                | Akumu tantei                                  | Detective Wakamiya         |
| 2006 | ф | Сакуран                                           | Sakuran                                       | Seiji                      |
| 2007 | ф | Сукияки Вестерн Джанго                            | Sukiyaki Western Django                       | Yoichi                     |
| 2008 | ф | Мэй Ланьфан: Навсегда очарованный                 | Mei Lanfang                                   | Ryuichi Tanaka             |
| 2010 | ф | Мясник, повар и меченосец                         | Dao jiàn xiào                                 |                            |
| 2011 | ф | Войны радуги: Сидик бале                          | Sàidékè balái                                 | Genji Kojima               |
| 2011 | ф | Контрабандист                                     | Sumagurâ: Omae no mirai o hakobe              | Spine                      |
| 2012 | ф | Таинственные истории Хигашино Кейго (мини-сериал) | The Higashino Keigo Mysteries                 |                            |
| 2013 | ф | Я попалась в собственную ловушку                  | R-18 bungakushô vol. 1: Jijôjibaku no watashi | Yamura                     |
| 2013 | ф | Танец лепестка                                    | Pedaldance                                    | Naoto                      |